# Marița, Vâlcea
Marița este un sat în comuna Vaideeni din județul Vâlcea, Oltenia, România.

## Vezi și
- Biserica de lemn din Marița-Funduri
- Biserica de lemn din Marița-Dealu Mare

 Acest articol despre o localitate din județul Vâlcea este deocamdată un ciot. Puteți ajuta Wikipedia prin completarea lui.